# Aulamorphus pictus
Aulamorphus pictus es un coleóptero de la familia Chrysomelidae. Fue descrita científicamente por primera vez en 1906 por Jacoby.